# Hāneh Sheykhān
Hāneh Sheykhān (persiska: هانِه شِيخان, حَنی شِيخان, حَنا شِيخان, هانه شیخان) är en ort i Iran.   Den ligger i provinsen Kurdistan, i den nordvästra delen av landet, 500 km väster om huvudstaden Teheran. Hāneh Sheykhān ligger 1 494 meter över havet och antalet invånare är 108.
Terrängen runt Hāneh Sheykhān är huvudsakligen kuperad, men norrut är den bergig. Runt Hāneh Sheykhān är det ganska tätbefolkat, med 60 invånare per kvadratkilometer. Närmaste större samhälle är Marivan, 14,9 km söder om Hāneh Sheykhān. Trakten runt Hāneh Sheykhān består i huvudsak av gräsmarker.